# Stewart (Columbia Británica)
Stewart es un municipio distrital canadiense situado en la provincia de Columbia Británica.

## Superficie
Stewart tiene una superficie de 551,57 km².

## Demografía
En 2021, tenía 517 habitantes, una densidad poblacional de 0,9 hab./km², y 337 viviendas.